# Лонгфорд (город)
Лонгфорд (англ. Longford; ирл. Longfort (Лонгфорт), «укрепление») — (малый) город в Ирландии, административный центр графства Лонгфорд (провинция Ленстер), а также его крупнейший город.
В окрестностях Лонгфорда находится ряд дольменов. Лонгфордский вокзал был открыт 8 ноября 1855 года. Воздушное сообщение с городом поддерживается через аэропорт Аббишрула, в котором есть два центра учебных полётов, Aeroclub 2000 и Ultraflight, и который регулярно принимает такой транспорт, как Cessna 150 и 182.

## Демография
Население — 8836 человек (по переписи 2006 года). В 2002 году население составляло 7557 человек. При этом, население внутри городской черты (legal area) было 7622, население пригородов (environs) — 1214.
Данные переписи 2006 года:
| Общие демографические показатели |               |                               |                               |      |      |
| Всё население                    | Всё население | Изменения населения 2002—2006 | Изменения населения 2002—2006 | 2006 | 2006 |
| 2002                             | 2006          | чел.                          | %                             | муж. | жен. |
| 7557                             | 8836          | 1279                          | 16,9                          | 4398 | 4438 |

В нижеприводимых таблицах сумма всех ответов (столбец «сумма»), как правило, меньше общего населения населённого пункта (столбец «2006»).
| Религия (Тема 2 — 5 : Число людей по религиям, 2006) |             |                |             |            |       |      |
| Католики, чел.                                       | Католики, % | Другая религия | Без религии | не указано | сумма | 2006 |
| 7528                                                 | 85,2        | 771            | 218         | 319        | 8836  | 8836 |

| Этно-расовый состав (Этничность. Тема 2 — 3 : Постоянное население по этническому или культурному происхождению, 2006) |            |              |       |        |        |            |       |       |
| Белые ирландцы | Лухт-шулта | Другие белые | Негры | Азиаты | Другие | Не указано | сумма | 2006  |
| 6207 | 401        | 1079         | 368   | 101    | 191    | 365        | 8712  | 8836  |
| Доля от всех отвечавших на вопрос, %                                                                                   |            |              |       |        |        |            |       |       |
| 71,2 | 4,6        | 12,4         | 4,2   | 1,2    | 2,2    | 4,2        | 100   | 98,61 |

1 — доля отвечавших на вопрос о языке от всего населения.
| Владение ирландским языком (Тема 3 — 1 : Число людей от 3 лет и старше по способности говорить по-ирландски, 2006) |      |            |       |       |
| Владеете ли Вы ирландским языком?                                                                                  |      |            |       |       |
| Да | Нет  | Не указано | сумма | 2006  |
| 2830 | 5143 | 419        | 8392  | 8836  |
| Доля от всех отвечавших на вопрос о языке, %                                                                       |      |            |       |       |
| 33,7 | 61,3 | 5,0        | 100   | 95,01 |

1 — доля отвечавших на вопрос о языке от всего населения.
| Использование ирландского языка (Тема 3 — 2 : Говорящие по-ирландски от 3 лет и старше по частоте использования ирландского языка, 2006) |                                                            |                                               |                                               |                                               |                                               |                                               |       |                                     |      |
| Как часто и где Вы говорите по-ирландски?                                                                                                |                                                            |                                               |                                               |                                               |                                               |                                               |       |                                     |      |
| ежедневно, только в образовательных учреждениях                                                                                          | ежедневно, как в образовательных учреждениях, так и вне их | в других местах (вне образовательной системы) | в других местах (вне образовательной системы) | в других местах (вне образовательной системы) | в других местах (вне образовательной системы) | в других местах (вне образовательной системы) | сумма | всего, отвечавших на вопрос о языке | 2006 |
| ежедневно, только в образовательных учреждениях                                                                                          | ежедневно, как в образовательных учреждениях, так и вне их | ежедневно                                     | каждую неделю                                 | реже                                          | никогда                                       | не указано                                    | сумма | всего, отвечавших на вопрос о языке | 2006 |
| 795 | 63                                                         | 58                                            | 150                                           | 1008                                          | 697                                           | 59                                            | 2830  | 8392                                | 8836 |
| Доля от всех отвечавших на вопрос о языке, %                                                                                             |                                                            |                                               |                                               |                                               |                                               |                                               |       |                                     |      |
| 9,5 | 0,8                                                        | 0,7                                           | 1,8                                           | 12,0                                          | 8,3                                           | 0,7                                           | 33,7  | 100                                 |      |

| Типы частных жилищ (Тема 6 — 1(a) : Число частных домовладений по типу размещения, 2006) |          |         |                 |            |       |      |
| Отдельный дом                                                                            | Квартира | Комната | Переносные дома | не указано | сумма | 2006 |
| 2728                                                                                     | 332      | 18      | 7               | 119        | 3204  | 8836 |